# Jean-François Fagour
Jean-Francois Fagour est un acteur français.

## Filmographie

### Cinéma
- 1996 : Marteau rouge (Court-métrage)
- 1996 : Mémoires d'un jeune con
- 1999 : Le Voyage à Paris de Marc-Henri Dufresne
- 2005 : Un monde meilleur (Court-métrage)
- 2005 : Il ne faut jurer de rien ! : Le mameluk
- 2007 : Taxi 4 : Delta #1
- 2008 : La Fille de Monaco : Le vigile du Carrément
- 2009 : Welcome : Le chef de la sécurité du supermarché
- 2009 : Safari : Chouchou
- 2009 : Fais-moi plaisir ! : Le vigile

### Télévision
- 1994 : Madame le Proviseur (série télévisée) : Toussaint
- 1996 : Le Crabe sur la banquette arrière de Jean-Pierre Vergne : l'aide-soignant
- 1997 : Les Années fac (série télévisée) : Monsieur Monboutou
- 1997 : Un étrange héritage (série télévisée) : Emilio
- 1998 : Une semaine au salon (Téléfilm) : Le candidat baba
- 1998 : Venise est une femme (Téléfilm) : Bunny
- 1998 et 2010 : Joséphine, ange gardien (série télévisée) : Le malabar / le videur
- 1999 : Boulevard du palais (série télévisée) : Me Julien
- 2000 : Marion et son tuteur (Téléfilm) : Richard Toussainté
- 2000 - 2004 : B.R.I.G.A.D. (série télévisée) : Marius
- 2001 : Salut la vie (Téléfilm) : Fabien
- 2001 : Sous le soleil (série télévisée) : Léopold Misé
- 2003 : Un bébé noir dans un couffin blanc (Téléfilm) : Benjamin Lavoie
- 2003 : Comment devient-on capitaliste? (Téléfilm) : Gérard
- 2003 : Les enfants du miracle (Téléfilm) : César
- 2004 : Juliette Lesage, médecine pour tous (série télévisée) : Lionel Maubert
- 2004 : À cran, deux ans après (Téléfilm) : Jacqsues Laudren
- 2005 : La Crim' (série télévisée) : Gardien Rousset
- 2005 - 2007 : Alex Santana, négociateur (série télévisée) : Thomas François / Thomas
- 2006 : Léa Parker (série télévisée) : Lucas
- 2006 : Fête de famille (série télévisée) : Olivier Duris
- 2007 : Nos années pension (série télévisée) : Sylvain